# Carmen
Carmen je čtyřaktová opera francouzského skladatele Georgese Bizeta. Libreto, které napsali Henri Meilhac a Ludovic Halévy, je založeno na stejnojmenné novele Prospera Mériméea. Toto scénické dílo bylo poprvé provedeno v Théâtre de l'Opéra-Comique (Divadlo komické opery) v Paříži dne 3. března 1875. Při premiéře opera šokovala obecenstvo a způsobila skandál svým porušením dobových konvencí.
Bizet zemřel náhle po 33. představení opery, aniž by tušil, že jeho dílo získá během následujících deseti let mezinárodní uznání. Carmen se od té doby stala jednou z nejpopulárnějších a nejčastěji uváděných oper tzv. klasického kánonu; „Habanera“ z prvního jednání a „Toreadorova píseň“ z druhého jednání patří mezi nejznámější operní árie.
Opera je napsána v žánru opéra comique s hudebními čísly propojenými mluvenými dialogy. Děj je umístěn do Sevilly v jihozápadním Španělsku a jejího okolí. Vypráví o tragickém příběhu Dona Josého, naivního vojáka, který je sveden úskoky ohnivé a zároveň svému osudu odevzdané cikánky Carmen. José opouští svou milou z mládí Micaelu a utíká od vojenských povinnosti, přesto nakonec ztrácí Carmeninu lásku kvůli proslulému toreadorovi Escamillovi. Děj končí opět v Seville v blízkosti arény pro býčí zápasy, kde José v žárlivém zoufalství probodne svou bývalou milenku dýkou, když se Carmen odmítne k němu vrátit. Vyobrazení proletářského života dělnic z továrny na cigarety, pašeráckého prostředí, nemorálnosti a bezpráví a tragická smrt hlavní postavy na jevišti znamenaly průlom ve francouzské opeře a vyvolávaly kontroverze.
Po premiéře se většina recenzí vyjadřovala kriticky a francouzská veřejnost byla k této opeře v zásadě lhostejná. Carmen si však získala zpět svou pověst díky sérii inscenací mimo Francii, v Paříži se opět hrála až roku 1883. Poté rychle získala popularitu doma i v zahraničí. Podle názoru pozdějších komentátorů Carmen tvoří most mezi tradiční opéra comique a realistickým žánrem zvaným verismus, který charakterizoval italskou operu konce 19. století.
Hudební kvality opery Carmen od té doby doznaly širokého uznání pro brilantní melodie, harmonii, atmosféru, instrumentaci a také dovednost, s jakou Bizet dokázal hudebně reprezentovat emoce a utrpení svých postav. Po smrti skladatele byla partitura předmětem významných změn, včetně zavedení recitativů namísto původních mluvených dialogů; neexistuje standardní vydání opery a existují různé názory na to, jaké verze nejlépe vyjadřují Bizetovy záměry. Opera byla mnohokrát nahrána, od první akustické nahrávky v roce 1908 až po mnohé televizní a filmové záznamy a scénické adaptace.

## Pozadí

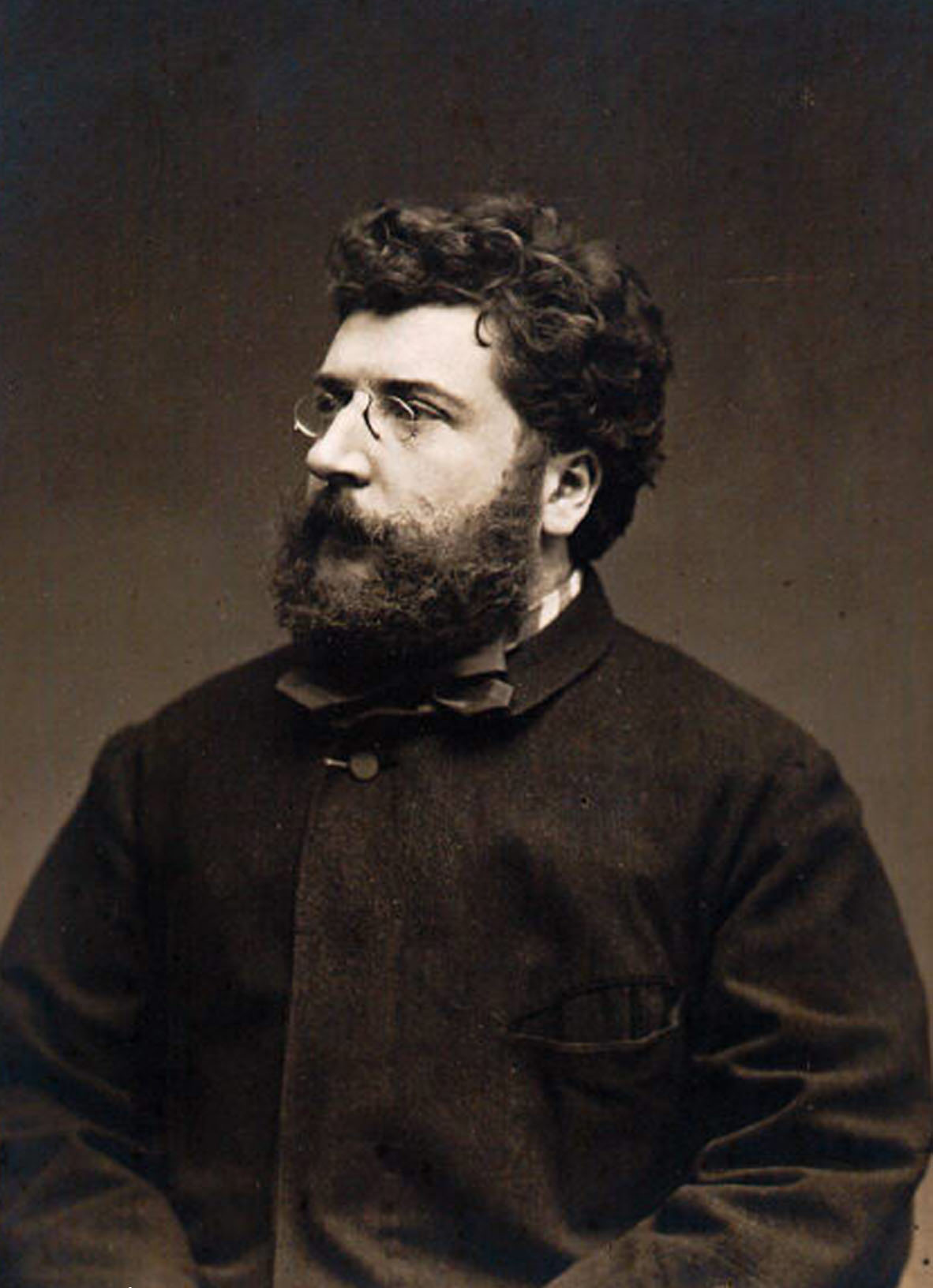
Georges Bizet krátce před svou smrtí. Fotografie: Étienne Carjat.

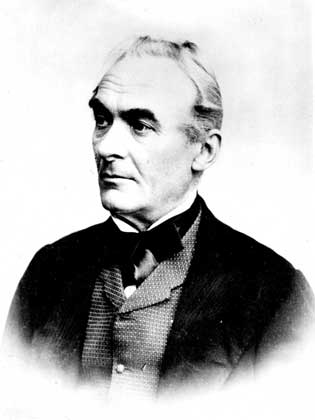
Prosper Mérimée, jehož novela Carmen z roku 1845 inspirovala slavnou operu

Přestože byl Bizet laureátem Římské ceny, měl v Paříži 60. let 19. století velké problémy s uváděním svých scénických děl. Dva hlavní operní domy, Národní pařížská opera (Opéra national de Paris, Opéra) a Komická opera (Théâtre national de l'Opéra-Comique, Opéra-Comique), uváděly tehdy hlavně konzervativní repertoár, což omezovalo příležitosti pro mladé francouzské talenty. Bizetův profesionální vztah s Léonem Carvalhem, ředitelem nezávislé společnosti a stejnojmenného divadla Théâtre Lyrique, mu umožnil přivést na scénu dvě celovečerní opery, Lovce perel (1863) a Krásku z Perthu (1867), žádná z nich však u veřejnosti nedosáhla většího úspěchu.
Když se po francouzsko-pruské válce v letech 1870–1871 do Paříže opět navrátil umělecký život, Bizet dostal více příležitostí pro uvádění svých děl; jeho jednoaktová opera Džamilé byla uvedena v Opéra-Comique v květnu 1872. Ačkoli tato inscenace propadla a byla stažena po 11 představeních, vedla k další objednávce od divadla, tentokrát na celovečerní operu, pro kterou měli vytvořit libreto Henri Meilhac a Ludovic Halévy. Halévy, který napsal text Bizetovy studentské opery Le docteur Miracle (1856), byl bratrancem Bizetovy ženy Geneviève; on i Meilhac měli solidní pověst jako libretisté mnoha operet Jacquese Offenbacha.
Bizet byl potěšen zakázkou Opéra-Comique a vyjádřil svému příteli Edmundovi Galabertovi své uspokojení „v absolutní jistotě, že jsem našel svou cestu“. Námět byl předmětem diskusí mezi skladatelem, libretisty a managementem Opéra-Comique; Adolphe de Leuven učinil jménem divadla několik návrhů, které byly zdvořile odmítnuty. Byl to Bizet, který jako první navrhl adaptaci novely Prospera Mériméea Carmen. Mériméeova novela je směsicí cestopisné a dobrodružné historky, snad inspirované spisovatelovými dlouhými cestami po Španělsku v roce 1830, a původně vyšla v roce 1845 v časopise Revue des deux Mondes. Možná byl také částečně ovlivněn básní Alexandra Puškina Cikáni z roku 1824, kterou Mérimée přeložil do francouzštiny; Existuje také verze, že novela vznikla na základě historky, kterou Mériméeovi vyprávěla jeho přítelkyně, hraběnka de Montijo. Bizet se poprvé mohl setkat s tímto příběhem během svého pobytu v Římě v letech 1858–60, protože jeho deníky zmiňují Mériméea jako jednoho ze spisovatelů, jejichž díla v té době četl.

## Postavy
| postava | hlas         | premiérové obsazení 3. března 1875 dirigent: Adolphe Deloffre |
| --- | ------------ | ------------------------------------------------------------- |
| Carmen, cikánská dívka | mezzosoprán  | Célestine Galli-Marié                                         |
| Don José, desátník dragounů | tenor        | Paul Lhérie                                                   |
| Escamillo, toreador | basbaryton   | Jacques Bouhy                                                 |
| Micaela, vesnická dívka | soprán       | Marguerite Chapuy                                             |
| Zuniga, poručík dragounů | bas          | Eugène Dufriche                                               |
| Morales, poručík dragounů | baryton      | Edmond Duvernoy                                               |
| Frasquita, společnice Carmen | soprán       | Alice Ducasse                                                 |
| Mercédes, společnice Carmen | mezzosoprán  | Esther Chevalier                                              |
| Lillas Pastia, hostinský | mluvená role | M. Nathan                                                     |
| Le Dancaïre, podloudník | baryton      | Pierre-Armand Potel                                           |
| Le Remendado, podloudník | tenor        | Barnolt                                                       |
| průvodce | mluvená role | M. Teste                                                      |
| Sbor: vojáci, mladí muži, dívky z továrny na cigarety, Escamillovi příznivci, Cikáni, obchodníci a prodejci pomerančů, policisté, toreadoři, lid, uličníci. |              |                                                               |

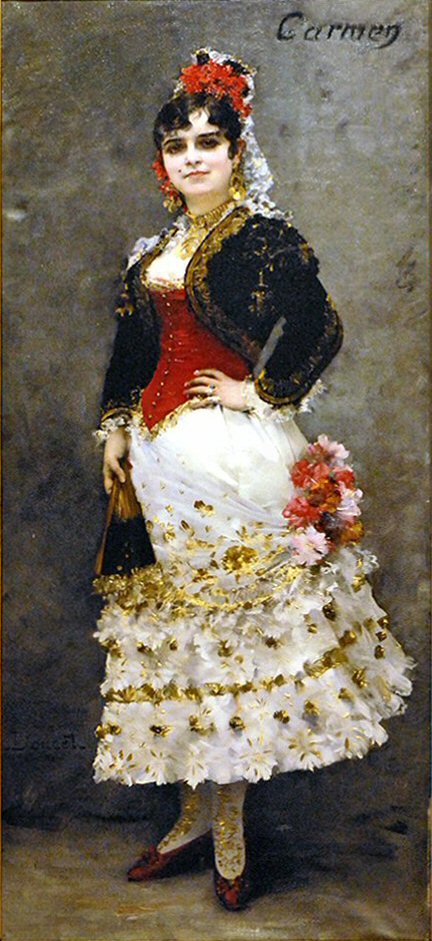
První představitelka Carmen, Célestine Galli-Marié

- Detaily obsazení jsou tak, jak je uvádí Mina Curtiss (Bizet and His World, 1959) z původního klavírního a vokálního výtahu. Návrhy jevištní scény jsou připsány Charlesovi Ponchardovi.[15]

## Shrnutí
Místo: Sevilla ve Španělsku a okolní kopce
Čas: kolem roku 1820

### 1. jednání
Náměstí v Seville. Po pravé straně jsou dveře do továrny na tabák. V zadní části je most. Vlevo je strážnice.
Skupina vojáků odpočívá na náměstí, čeká na výměnu stráže a komentuje kolemjdoucí („Sur la place, chacun passe“). Objeví se Micaela hledající Josého. Morales jí říká, že „José ještě nemá službu“ a zve ji, aby s nimi počkala. Micaela odmítá a říká, že se vrátí později. José přichází s novou hlídkou, kterou vítá a napodobuje skupina uličníků („Avec la garde montante“).

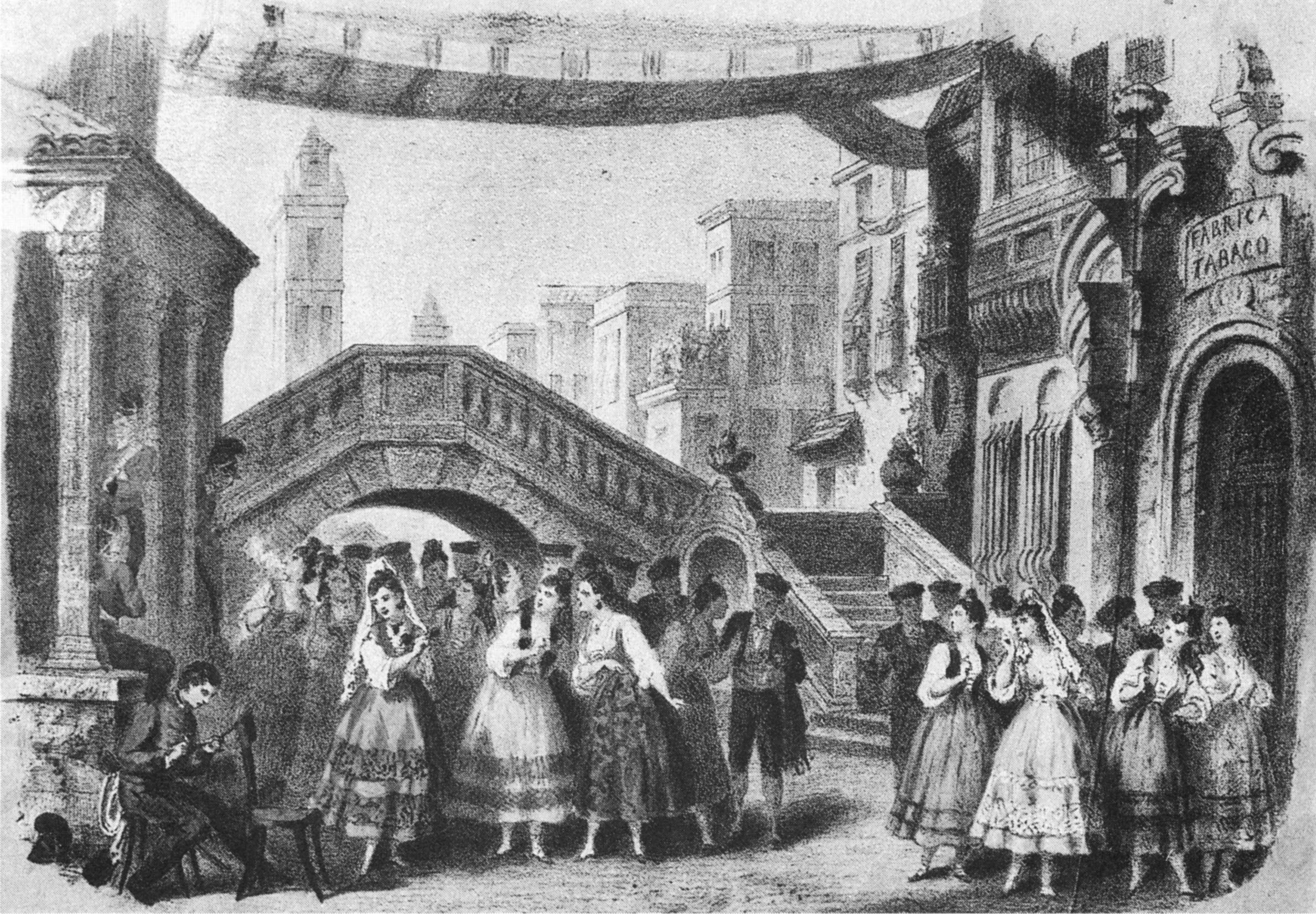
Litografie prvního jednání z premiéry, foto Pierre-Auguste Lamy, 1875

Když zazvoní tovární zvon, objeví se dívky z továrny na cigarety a žertují s mladými muži z davu („La cloche a sonné“). Přichází Carmen a zpívá svou provokativní habaneru o nezkrotné povaze lásky („L'amour est un oiseau rebelle“). Muži jí prosí, aby si vybrala svého milence, po chvíli škádlení Carmen hodí květinu k Donu Josému, který ji doposud ignoroval, ale nyní je naštvaný její drzostí.
Když se ženy vrátí do továrny, Micaela se vrací a dává Josému dopis a polibek od jeho matky („Parle-moi de ma mère!“). Předčítá přání své matky aby se vrátil domů a oženil se s Micaelou, která v plachých rozpacích utíká. Právě když José prohlašuje, že je připraven naplnit přání matky, vyhrnou se z továrny rozrušené ženy. Zuniga, velitel stráže, se dozvídá, že Carmen napadla jednu ženu nožem. Když je vyzvána k vysvětlení, Carmen odpovídá s výsměšnou vzdorovitostí („Tra la la… Coupe-moi, brûle-moi“), Zuniga nařídí Josému, aby jí svázal ruce, než sám nachystá vazební příkaz. Carmen, ponechaná sama s Josém, ho okouzlí seguidillou, ve které zpívá o noci tance a vášně se svým milencem – kterým může být kdokoliv – v krčmě Lillase Pastii. Zmatený a přesto uchvácený José souhlasí s tím, že jí uvolní ruce. Když je odváděna, Carmen srazí eskortu k zemi a se smíchem uteče. José je zatčen pro zanedbání povinnosti.

### 2. jednání
Krčma Lillase Pastii
Uplynuly dva měsíce. Carmen a její přítelkyně Frasquita a Mercédes baví Zunigu a další důstojníky („Les tringles des sistres tintaient“) v Pastiově krčmě. Carmen se s potěšením dozvídá o propuštění Josého z dvouměsíčního uvěznění. Venku sbor a průvod oznamují příchod toreadora Escamilla („Vivat, vivat le Toréro“). Je pozván dovnitř a představuje se „Toreadorovou písní“ („Votre toast, je peux vous le rendre“) a zaměří svůj pohled na Carmen, která ho zcela ignoruje. Lillas Pastia vyhání dav a vojáky pryč.
Když zůstanou pouze Carmen, Frasquita a Mercédes, přicházejí podloudníci Dancaïre a Remendado a odhalí své plány zbavit se nedávno získaného pašovaného zboží („Nous avons en tête une affaire“). Frasquita a Mercédes jsou ochotni jim pomoci, ale Carmen odmítá, protože si přeje čekat na Josého. Když podloudnící odejdou, přichází José. Carmen ho zve k důvěrnému exotickému tanci („Je vais danser en votre honneur… La la la“), do její písně však začne znít vzdálené troubení polnice z kasáren. Když José říká, že se musí vrátit do služby, vysmívá se mu a on odpovídá tím, že jí ukáže květinu, kterou na něho hodila na náměstí („La fleur que tu m'avais jetée“, „květinová arie“). Pochybující Carmen požaduje, aby jí dokázal svou lásku tím, že s ní odjede. José odmítá dezertovat, ale když se připravuje k odchodu, vstoupí Zuniga hledající Carmen. José a Zuniga spolu začnou bojovat, avšak jsou od sebe odtrženi navrátivšími se podloudníky, kteří Zunigu zadrží. Po útoku na nadřízeného důstojníka nemá José jinou možnost než se připojit ke Carmen a pašerákům („Suis-nous à travers la campagne“).

### 3. jednání
Divoké místo v horách

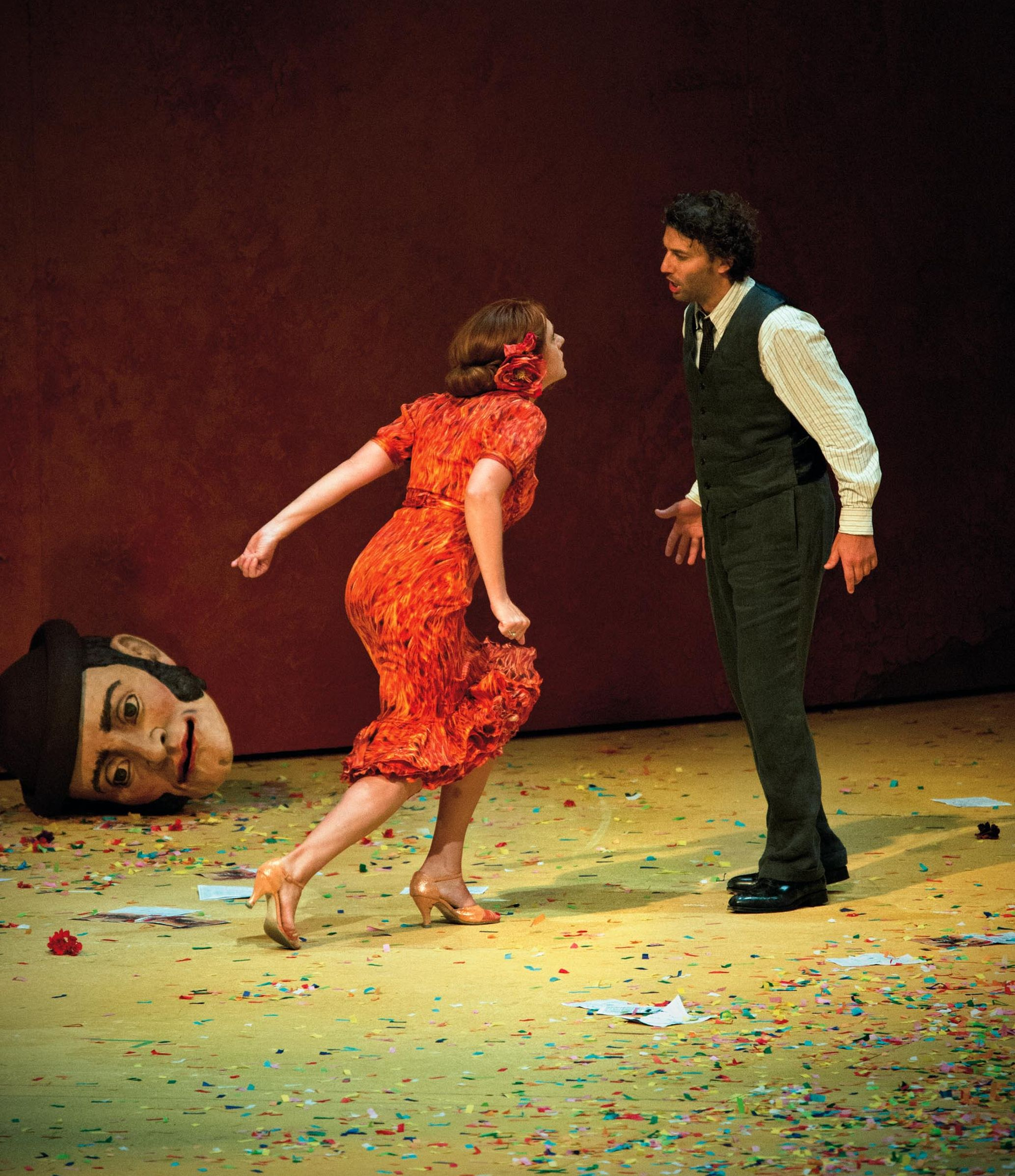
Magdalena Kožená (Carmen) a Jonas Kaufmann (Don José) na festivalu v Salcburku 2012

Carmen a José přicházejí s pašeráky a jejich kořistí („Écoute, écoute, compagnons“). Carmen již José omrzel a s opovržením ho nabádá, aby se vrátil ke své matce. Frasquita a Mercédes se baví tím, že si navzájem vykládají své štěstí z karet; Carmen se k nim přidá a zjistí, že jí karty předpovídají její a Josého smrt. Ženy odcházejí, aby podplatily celníky střežící toto místo. José je určen pro strážní službu.
Micaela vstoupí s průvodcem, hledá Josého, rozhodnutá ho před Carmen zachránit („Je dis que rien ne m'épouvante“). Když uslyší výstřel, ve strachu se ukryje; je to José, který vystřelil na vetřelce, kterým se ukázal být Escamillo. Josého radost ze setkání s toreadorem se obrací v hněv, když Escamillo deklaruje své vzplanutí ke Carmen. José se začne s Escamillem prát („Je suis Escamillo, toréro de Granada“), jsou ale přerušeni vracejícími se pašeráky a dívkami („Holà, holà José“). Escamillo odchází a přitom zve všechny na nejbližší býčí zápasy do Sevilly. Micaela je objevena; zpočátku s ní José nechce odejít ani přes Carmeniny posměšky, ale pak souhlasí s odchodem jakmile mu Micaela řekne, že jeho matka umírá. Když odchází, slíbí, že se vrátí. V dálce je slyšet Escamillo zpívající toreadorovu píseň.

### 4. jednání

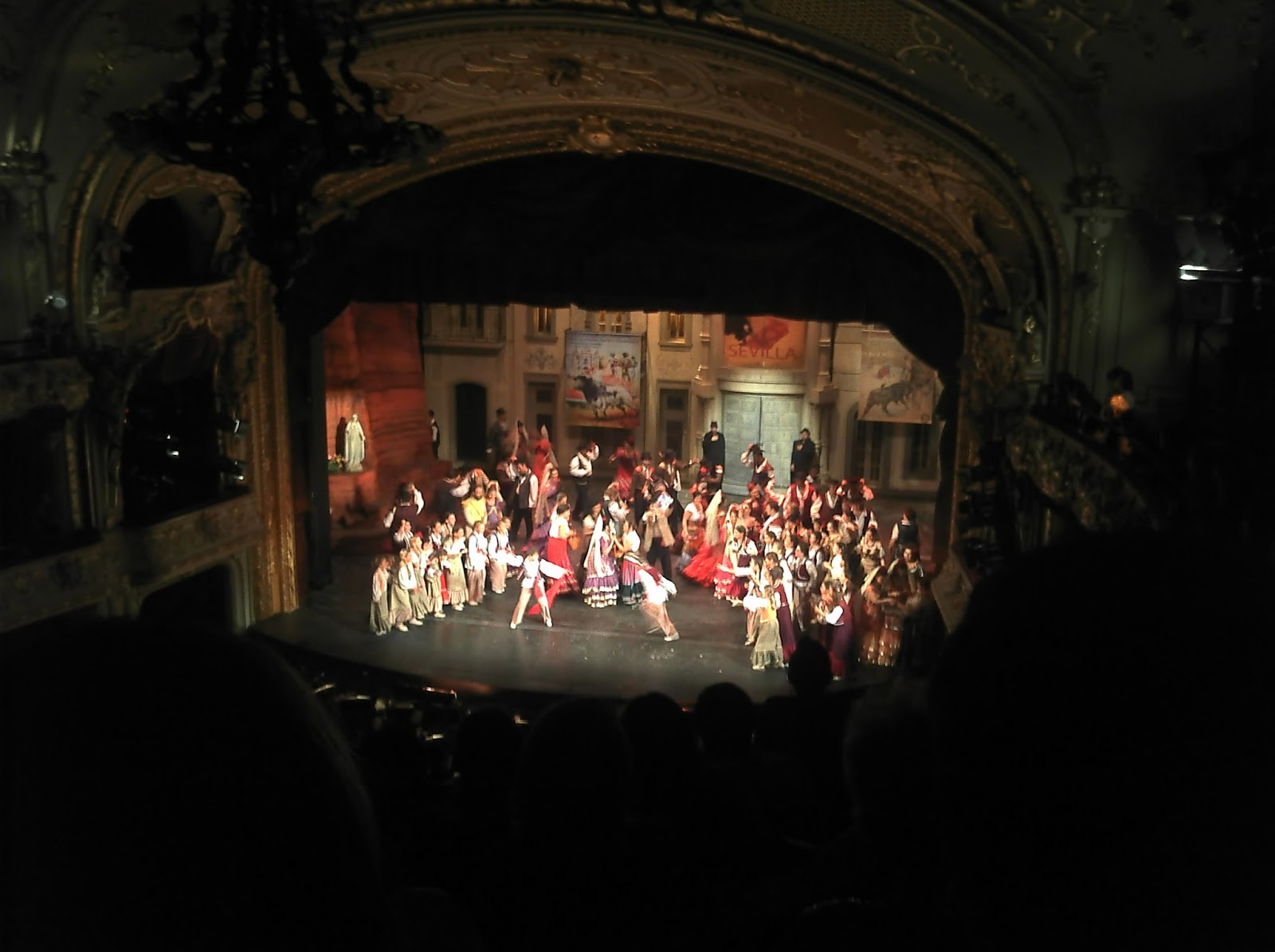
Čtvrté jednání: náměstí v Seville

Náměstí v Seville. V pozadí zdi starého amfiteátru
Zuniga, Frasquita a Mercédes jsou v davu, který čeká na příjezd toreadorů („Les voici! Voici la quadrille!“). Escamillo přichází s Carmen a vyznávají si vzájemnou lásku („Si tu m'aimes, Carmen“). Když Escamillo vchází do arény, Frasquita a Mercedes varují Carmen, že José je nablízku, ale Carmen se nebojí a chce s ním mluvit. Osamocená Carmen se ocitá tváří v tvář zoufalému Josému („C'est toi! C'est moi!“). Zatímco ji marně prosí, aby se k němu vrátila, z arény zaznívá provolávání slávy. Když José vyslovuje svou poslední prosbu, Carmen pohrdavě odhodí prsten, který jí dal, a pokusí se vstoupit do arény. José ji probodne dýkou, a ve chvíli, kdy je Escamillo oslavován zástupy, Carmen umírá. José klečí nad svou milovanou a zoufale zpívá „Ah! Carmen! ma Carmen adorée!“. Když dav opouští arénu, přiznává se José, že zabil ženu, kterou miloval.

## Vznik

### Historie vzniku

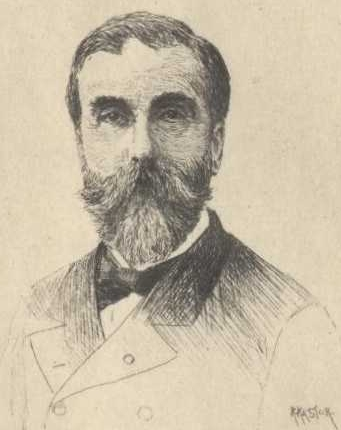
Skica tužkou Ludovica Halévyho, který s Henri Meilhacem napsali libreto Carmen

Meilhac a Halévy tvořili dlouholeté duo se zavedenou dělbou práce: zcela nemuzikální Meilhac psal dialogy a Halévy verše. Neexistuje jasný doklad o tom, kdy započala jejich práce na Carmen. Bizet a oba libretisté žili v roce 1873 v Paříži a mohli se snadno setkávat; tedy i proto existuje jen málo písemných svědectví nebo korespondence týkající se začátku jejich spolupráce. Libreto bylo připraveno v souladu se zvyklostmi žánru opéra comique, tedy s dialogy oddělujícími jednotlivá hudební čísla. Liší se od Mériméeovy novely v mnoha podstatných ohledech. V originále se děj odehrává během mnohem delšího období a značnou část hlavního příběhu vypráví José z vězeňské cely, kde očekává popravu za vraždu Carmen. Ve verzi Mériméeově se neobjevuje Micaela a Escamillova postava je okrajová – picador zvaný Lucas, který je pouze krátkodobou Carmeninou velkou vášní. Carmen má manžela zvaného García, kterého José během hádky zabije. V novele jsou Carmen a José prezentováni méně soucitně než v opeře; Bizetova životopiskyně Mina Curtissová komentuje, že Mériméeova Carmen by na scéně vypadala jako „naprostý a nepřesvědčivý netvor, pokud by její postava nebyla zjednodušena a prohloubena“.
Protože zkoušky měly začít v říjnu 1873, začal Bizet psát zhruba v lednu téhož roku, a do léta dokončil hudbu pro první jednání a možná stihl načrtnout více. V tomto okamžiku podle Bizetova životopisce Wintona Deana „nastal v Opéra-Comique nějaký zádrhel“ a projekt byl na chvíli pozastaven. Jedním z důvodů zpoždění mohly být potíže při hledání zpěvačky pro titulní roli. Dalším byl rozkol vzniklý mezi společnými řediteli divadla, Camillem du Locle a Adolphem de Leuven, který se týkal vhodnosti inscenace. De Leuven hlasitě oponoval celé myšlence prezentovat tak nemorální příběh v tom, co považoval za rodinné divadlo, a byl přesvědčený, že dílo odradí návštěvníky. Halévy ho ujistil, že příběh zjemní, že charakter Carmen bude změkčen a kompenzován Micaelou, kterou Halévy popsal jako „velmi nevinnou a velmi mladou dívku“. Navíc cikáni budou představeni jako komické postavy a Carmenina smrt bude na konci zastíněna „triumfálními průvody, balety a radostnými fanfárami“. De Leuven neochotně souhlasil, ale jeho neustálý nepřátelský postoj k projektu vedl k jeho odchodu z divadla počátkem roku 1874.
Bizet po různých zpožděních obnovil práci na Carmen pravděpodobně počátkem roku 1874. Její návrh – 1200 stran partitury – dokončil v létě 1874, které strávil v umělecké kolonii v městečku Bougival nedaleko Paříže. S výsledkem byl spokojen a informoval svého přítele: „Napsal jsem dílo, které je jas a živost sama, plné barvy a melodie“. Během zkoušek, které započaly v říjnu, Bizet opakovaně upravoval hudbu – někdy na žádost orchestru, který shledal některé části nehratelnými, někdy aby dostál možnostem jednotlivých zpěváků a jindy v reakci na požadavky vedení divadla. Vokální partitura, kterou Bizet publikoval v březnu 1875, ukazuje významné změny od verze, kterou prodal vydavatelům, bratrům Choudensovým v lednu 1875; partitura pro dirigenta použitá na premiéře se liší od každého z těchto dokumentů. Neexistuje žádné konečné vydání a mezi muzikology existují rozdílné názory na to, která verze vyjadřuje skutečné záměry skladatele. Bizet také změnil libreto, přeorganizoval pořadí a nahradil původní verše svými vlastními na místech, kde měl pocit, že se libretisté příliš odchýlili od charakteru Mériméova originálu. Mimo jiné také změnil slova Carmeniny „Habanery“ a přepsal text Carmenina sóla v karetní scéně během třetího jednání. Vytvořil také novou úvodní frázi pro „Seguidillu“ v 1. jednání.

### Charakter postav
Většina postav v Carmen – vojáci, pašeráci, cikánské ženy a vedlejší postavy Micaela a Escamillo – jsou v rámci tradice opéra comique relativně známými typy, ačkoli poněkud neobvyklý byl jejich proletářský původ. Dvě hlavní postavy, José a Carmen, se však žánru vymykají. Každý z nich je prezentován zcela odlišně od Mériméeho portrétu vražedného bandity a zrádné, amorální pletichářky  a ani ve svých poměrně přikrášlených formách neodpovídají normám opéra comique. Jsou bližší stylu verismu, který se měl v plnější míře teprve objevit v dílech Giacoma Pucciniho.
Muzikolog Winton Dean pokládá za ústřední postavu opery Josého: „zajímá nás spíše jeho osud než Carmenin“. Hudba charakterizuje jeho postupný úpadek, od jednání k jednání, od čestného vojáka až po dezertéra, vagabunda a konečně vraha. V prvním jednání je prostým venkovanem, hudebně souznícím s Micaelou; v 2. jednání projevuje větší tvrdost, jako následek jeho vězeňského pobytu, ale na konci jednání je zřejmé, že kvůli poblouznění do Carmen ztratil kontrolu nad svými emocemi. Dean ho popisuje ve 3. jednání jako polapené zvíře, které odmítá opustit klec, i když se mu nabízí cesta ven, zpustošeného kombinací svědomí, žárlivosti a zoufalství. V závěrečném jednání přebírá jeho hudební motiv beznaděj a rozhodnost, která odráží jeho nový fatalismus: „Učiní ještě jednu výzvu, pokud Carmen odmítne, ví, co má dělat.“
Carmen sama, říká Dean, je novým druhem operní hrdinky představující nový druh lásky, ne nevinnou povahu spojenou se „neposkvrněnou sopránovou“ školou, ale něco mnohem živočišnějšího a nebezpečnějšího. Její rozmary, neohroženost a láska ke svobodě jsou všechny hudebně zastoupeny: „Je vykoupena z jakéhokoli podezření z vulgárnosti díky své odvaze a fatalismu tak živě realizovaného v hudbě“. Curtiss naznačuje, že Carmenin charakter, duchovně i hudebně, může být ztělesněním vlastní podvědomé Bizetovy touhy po svobodě, která mu byla odepřena jeho svazujícím manželstvím. Americký kritik Harold Schonberg přirovnává Carmen k „ženskému Donu Giovannimu. Raději by zemřela, než aby sama sobě lhala.“ Dramatická osobnost postavy a rozsah nálad, které musí vyjádřit, vyžadují výjimečný herecký a zpěvácký talent. To odradilo některé z nejvýznamnějších operních pěvkyň; Maria Callas, i když nahrála její part, ji nikdy nezpívala na jevišti. Hudební vědec Hugh Macdonald poznamenává, že „francouzská opera nikdy nevytvořila další takovou femme fatale jako Carmen“, i když možná ovlivnila některé hrdinky Massenetových oper. Macdonald naznačuje, že mimo francouzský repertoár mohou být Strausova Salome a Lulu Albana Berga „považovány za vzdálené zvrhlé potomky Bizetovy svůdnice“.
Bizet údajně pohrdal hudbou, kterou napsal pro Escamilla: „žádali splašky, a tak je dostali“, pronesl prý o toreadorově písni, ale jak poznamenává Dean, „otřepanost leží v charakteru, nikoliv v hudbě“. Micaelina hudba byla kritizována za prvky „gounodismu“, ačkoli podle Deana má její hudba větší náboj, než kterékoliv z Gounodových vlastních hrdinek.

## Historie uvádění

### Premiéra

#### Přípravy a obsazení rolí
Hledání pěvkyně pro roli Carmen začalo v létě 1873. Podle spekulací tisku byla favoritkou Zulma Bouffar, která snad byla preferovanou volbou libretistů. Zpívala hlavní role v mnoha operách Jacquese Offenbacha, ale pro Bizeta byla nepřijatelná a du Locle ji odmítl jako nevhodnou. V září se obrátili na francouzskou sopranistku Marii Rozeovou, známou svými předchozími triumfy v Opéra-Comique, v Národní pařížské opeře a v Londýně. Roli odmítla, poté co se dozvěděla, že bude muset na jevišti zemřít. Role pak byla nabídnuta francouzské mezzosopranistce Célestině Galli-Marié, která po několikaměsíčním vyjednávání s du Loclem souhlasila s podmínkami. Galli-Marié, náročná a někdy prudká umělkyně, se ukázala být pevným Bizetovým spojencem, často podporujícím jeho odpor vůči požadavkům vedení divadla na „uhlazení“ díla. V té době se obecně věřilo, že se skladatelem měla během měsíců zkoušek milostný poměr.
Hlavní tenorový part Dona José byl dán francouzskému tenorovi Paulu Lhérieovi, vycházející hvězdě Opéra-Comique, která se nedávno objevila v dílech Masseneta a Delibese. Později se stal barytonem a v roce 1887 zpíval roli Zurgy v Bizetových Lovcích perel při premiéře v Covent Garden. Jacques Bouhy, obsazený do role Escamilla, byl mladý belgický baryton, který se již objevil v náročných rolích jako byly Mefistofeles v Gounodově Faustovi a hlavní role v Mozartově Figarově svatbě. Francouzská sopranistka Marguerite Chapuy, která zpívala Micaelu, byla na počátku své nedlouhé kariéry, během které krátce zazářila v londýnském Královském divadle Drury Lane; anglický impresário James H. Mapleson ji považoval za „jednu z nejvíce okouzlujících zpěvaček, které jsem měl tu čest poznat“. Nicméně se v roce 1876 vdala, nadobro opustila jeviště a odmítla Maplesonovy značné peněžní pobídky k návratu.

#### Premiéra a její ohlas

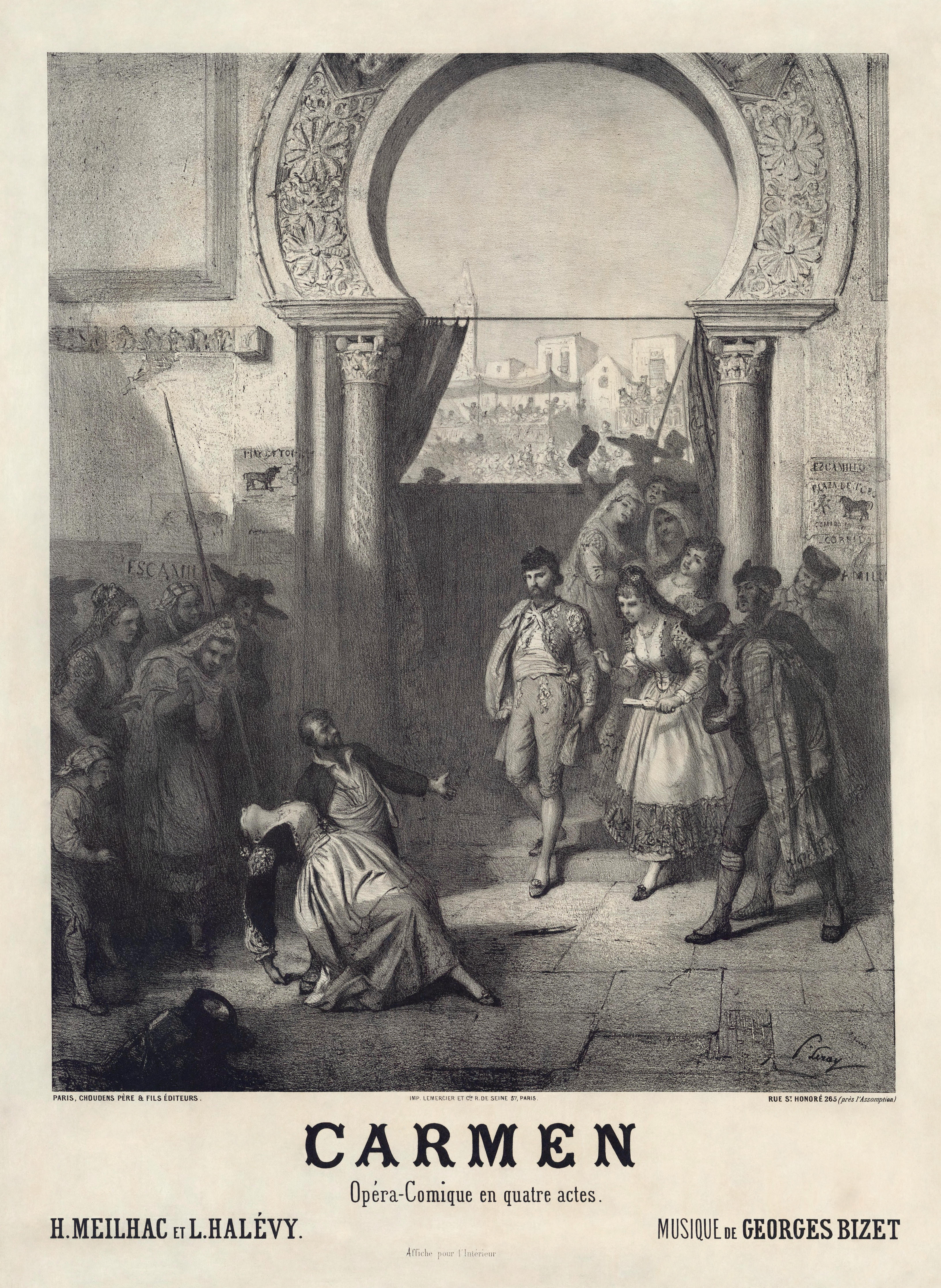
Plakát pro premiéru, anonymní umělec, 1875

Vzhledem k tomu, zkoušky začaly až v říjnu 1874 a trvaly déle, než se předpokládalo, premiéra se opozdila. Poslední zkoušky probíhaly dobře a ve všeobecně optimistické náladě byla premiéra stanovena na 3. března 1875, shodou okolností na den, kdy měl být Bizet jmenován rytířem čestné legie. Na premiéru, kterou dirigoval Adolphe Deloffre, se dostavilo mnoho předních hudebních osobností Paříže, mezi nimi Massenet, Offenbach, Delibes a Gounod; během představení si posledně jmenovaný hořce stěžoval, že mu Bizet ukradl hudbu pro Micaelinu árii: „Ta melodie je moje!“ Halévy zaznamenal své dojmy z premiéry v dopise kamarádovi, první jednání bylo zjevně dobře přijato, s potleskem pro hlavní čísla a četnými vyvoláními. První část 2. jednání také proběhla dobře, ale po toreadorově písni nastal, jak Halévy poznamenal, „chlad“. Ve 3. jednání si vysloužila potlesk pouze Micaelina árie a diváci byli stále nepokojnější. Závěrečné jednání provázelo „ledové nepřátelství od začátku do konce“ a Bizetovi zůstalo „jen utěšování od několika přátel“. Kritik Ernest Newman napsal později, že sentimentální publikum Opéra-Comique bylo „šokováno drastickým realismem děje“ a nízkou a pokřivenou morálkou většiny postav. Podle skladatele Benjamina Godarda Bizet v odpověď na obdržený kompliment odsekl: „Nevidíš, že žádný z těch měšťáků nepochopil jediné zatracené slovo z díla, které jsem pro ně napsal?“ Protikladem tomu znělo Massenetovo blahopřání Bizetovi krátce po skončení představení: „Jak šťastný dnes musíte být – je to velký úspěch!“.
Novinové recenze nazítří po premiéře se nesly v tónech od zklamání až po rozhořčení. Konzervativnější kritici si stěžovali na „wagnerismus“ a přehlušení hlasu orchestrem. Byli konsternováni, že hrdinka je spíše amorální svůdkyní než ctnostnou ženou; Galli-Mariino pojetí role popsal jeden kritik jako „opravdové ztělesnění hříchu“. Jiní srovnávali práci nepříznivě s tradičním repertoárem Opéra-Comique autorů Aubera a Boieldieua. Léon Escudier v L'Art Musical označil hudbu Carmen jako „nudnou a obskurní… sluch se unavuje čekáním na kadenci, která nikdy nepřichází“. Zdálo se, že Bizet obecně nedokázal splnit očekávání, a to jak těch, kteří (vzhledem k minulým spojením Halévy a Meilhaca) očekávali něco ve stylu Offenbacha, tak i kritiků jako Adolphe Jullien, kteří předpokládali wagnerovské hudební drama. Mezi několika málo pozitivními kritiky byl básník Théodore de Banville; píšící do Le National, chválil Bizeta za předvedení dramatu se skutečnými muži a ženami místo obvyklých „loutek“ žánru Opéra-Comique.
Během svého počátečního uvádění v Opéra-Comique se Carmen nedočkala zvláštní obliby veřejnosti; nějaký čas se střídavě hrála spolu s mnohem populárnějším Verdiho Requiem. Carmen se často hrála v poloprázdném sále, dokonce i když vedení velké množství vstupenek rozdalo. Ráno 3. června, den po 33. představení opery, Bizet náhle ve věku 36 let zemřel. Byl to den jeho svatebního výročí. Představení bylo toho večera zrušeno; tragické okolnosti přinesly dočasné zvýšení veřejného zájmu během krátkého období před skončením sezóny. Du Locle uvedl Carmen znovu v listopadu 1875 s původním obsazením a do 15. února 1876 proběhlo dalších 12 představení, takže za jeden rok od premiéry se v Paříži konalo celkem 48 představení v původní produkci. Mezi těmi, kteří navštívili jedno z těchto pozdějších představení, byl ruský skladatel Petr Iljič Čajkovskij, který napsal své mecenášce Naděždě von Meck: „Carmen je mistrovské dílo v každém smyslu slova… jeden z těch vzácných výtvorů, které vyjadřují úsilí celé hudební epochy.“ Po odehrání prvního nastudování se však Carmen v Paříži neuváděla až do roku 1883.

### Další rané inscenace

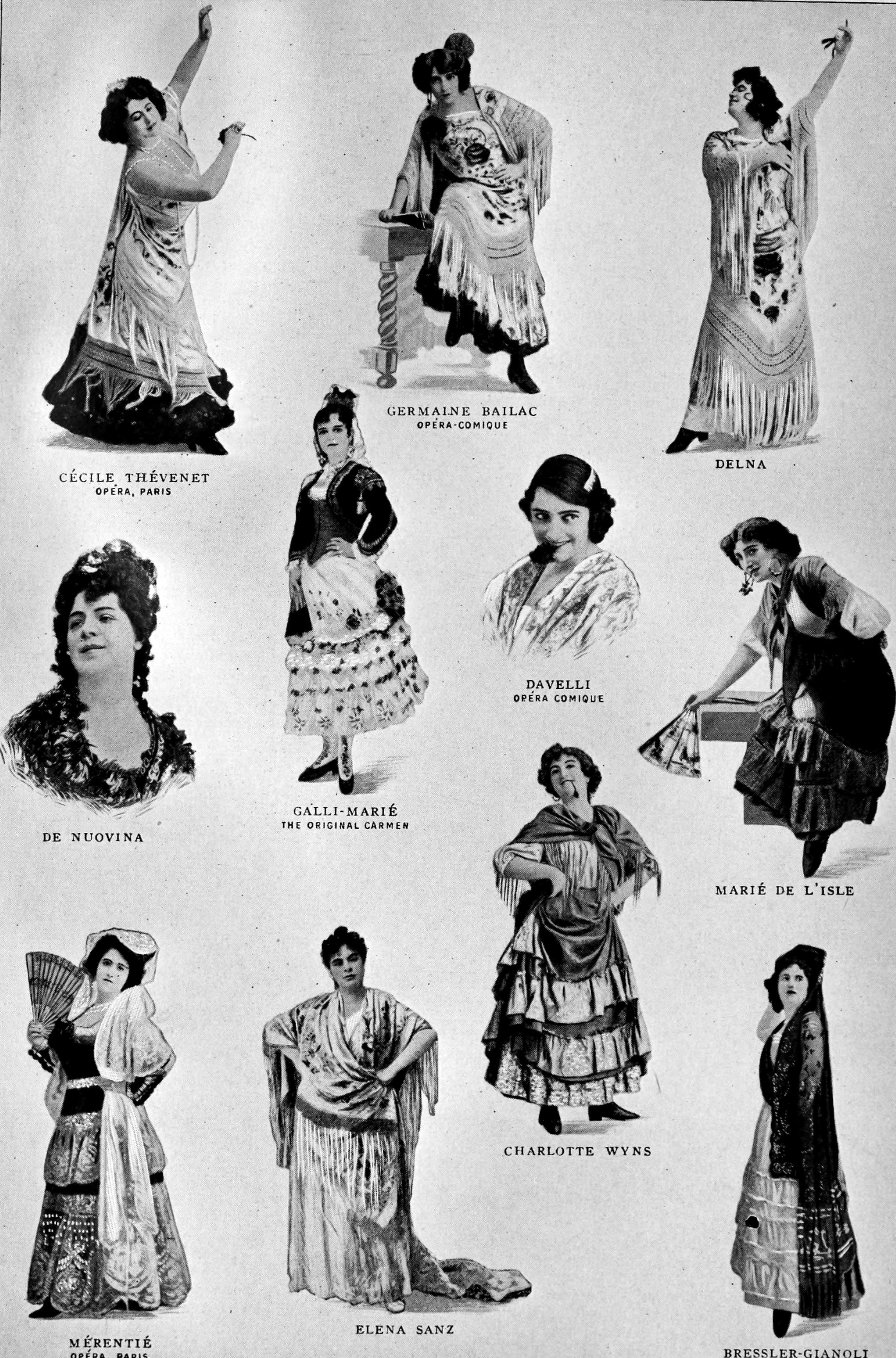
Roli Carmen v raných inscenacích zpívalo mnoho proslavených umělkyň.

#### Triumfy ve Vídni, v Německu a jinde
Krátce před svou smrtí Bizet podepsal smlouvu na produkci Carmen ve Vídeňské dvorní opeře. Pro tuto verzi, poprvé uvedenou 23. října 1875, francouzský skladatel a Bizetův přítel Ernest Guiraud nahradil původní mluvené dialogy recitativy, aby vytvořil formát velké opery. Guiraud také přeorchestroval hudbu z Bizetovy suity L'Arlésienne, aby vytvořil velkolepý balet ve druhém jednání. Krátce před počátečním uvedením ve Vídni se režisér dvorní opery Franz von Jauner rozhodl využít části původních dialogů spolu s některými z Guiraudových recitativů; tento hybrid a celá recitativní verze se pak staly standardem pro inscenace opery mimo Francii po zbytek 19. století a většinu 20. století.
Přes jisté odchylky od původního Bizetova formátu a některé výhrady kritiků se vídeňská inscenace z roku 1875 setkala u veřejnosti s velkým úspěchem, a ocenili ji i Richard Wagner a Johannes Brahms. Druhý zmiňovaný údajně viděl operu 20krát a řekl, že by „šel na konec světa, aby Bizeta objal“. Vídeňským triumfem začal rychlý vzestup opery k celosvětové slávě.
V únoru 1876 měla premiéru inscenace Carmen v Bruselu v divadle La Monnaie. V následujícím roce se vrátila s pěvkyní původní premiéry v Paříži Célestine Galli-Marié v titulní roli, načež se stala trvalou součástí repertoáru tohoto divadla. Dne 17. června 1878 byla Carmen uvedena v Londýně v divadle Her Majesty's Theatre (existuje i v současnosti a nachází se ve West Endu v City of Westminster). Zde začala mezzosopranistka Minnie Hauk své dlouhodobé působení v roli Carmen. Souběžná produkce v londýnském Royal Opera House v Covent Garden s italsko-francouzskou hvězdou Adelinou Pattiovou byla zrušena, neboť pěvkyně od svého angažmá odstoupila. Úspěšná produkce Carmen z Her Majesty's Theatre zpívaná v italštině se v irském Dublinu rovněž dočkala nadšeného přijetí.
Dne 23. října 1878 proběhla americká premiéra opery na Newyorské hudební akademii. Tentýž rok se Carmen poprvé představila v ruském hlavním městě Petrohradě.
V následujících pěti letech byly provedena v mnoha evropských a amerických městech. Carmen si získala zvláštní oblibu v Německu, kde ji kancléř Otto von Bismarck patrně viděl při 27 různých příležitostech a Friedrich Nietzsche se nechal slyšet, že se „stává lepším člověkem, když k němu promlouvá Bizet“. Carmen byla také oceňována v mnoha francouzských provinčních městech, včetně Marseille, Lyonu a v roce 1881 v Dieppe, kde opět vystoupila Galli-Marié v roli Carmen. V srpnu 1881 zpěvačka napsala Bizetově vdově a oznámila jí, že španělská premiéra Carmen v Barceloně byla „dalším velkým úspěchem“. Avšak Léon Carvalho, který mezitím převzal vedení Opéra-Comique, stále považoval dílo za nemorální a odmítl je znovu uvést. Libretisté Meilhac a Halévy byli nakloněni opětovnému uvedení, ovšem jen za předpokladu, že by v něm nevystupovala Galli-Marié; její pojetí role považovali za příčinu neúspěchu původní inscenace.
V dubnu 1883 Carvalho nakonec obnovil Carmen v Opéra-Comique s francouzskou sopranistkou Adèle Isaacovou, v nedostatečně nazkoušené inscenaci zbavené některých kontroverzích prvků originálu. Kritikové vehementně odsuzovali Carvalha za vytvoření parodie toho, co bylo považováno za mistrovské dílo francouzské opery; nicméně tato verze si získala oblibu veřejnosti a hrála se ve vyprodaných sálech. V říjnu Carvalho podlehl nátlaku a inscenaci pozměnil; do role Carmen vrátil zpět Galli-Marié a obnovil partituru a libreto do formy z roku 1875.

#### PrvníCarmenv českých zemích
V Českých zemích byla Carmen poprvé provedena roku 1880 a to německy v pražském Stavovském divadle. V češtině byla provedena Národním divadle 3. ledna 1884 v překladu Elišky Krásnohorské. Představení dirigoval Mořic Anger, režíroval je František Hynek. Roli Carmen zpívala sopranistka Irma Reichová, Dona Josého Antonín Vávra, Escamilla František Hynek a Micaelu Marie Laušmanová. Do konce roku 1884 byla Carmen v Národním divadle provedena celkem devatenáctkrát. Tehdejší Divadelní listy ocenily výkon Irmy Reichové v roli Carmen při premiéře: „Síla hlasu jejího stoupala až ku rozhodnému výsledku finálnímu, tak že posluchače zajímati, ba unášeti dovedla“. A ocenily i pečlivé přípravy a provedení kapelníkem Angrem, i „dosti hladký“ překlad Elišky Krásnohorské. Hodnocení hudební složky se neslo v duchu mírné kritiky: „Provedení opery té na divadle českém stihlo intence skladatelovy trefným obsazením a skvělou výpravou v míře dokonalé; neboť bez těchto závažných činitelů musela by značně utrpěti partitura, jež se právě vznešenosti své hudební dikce neb dokonce vymožeností nejnovější doby, jíž náleží, nevyznamenává.“

#### Úspěch v Metropolitní opeře v New Yorku

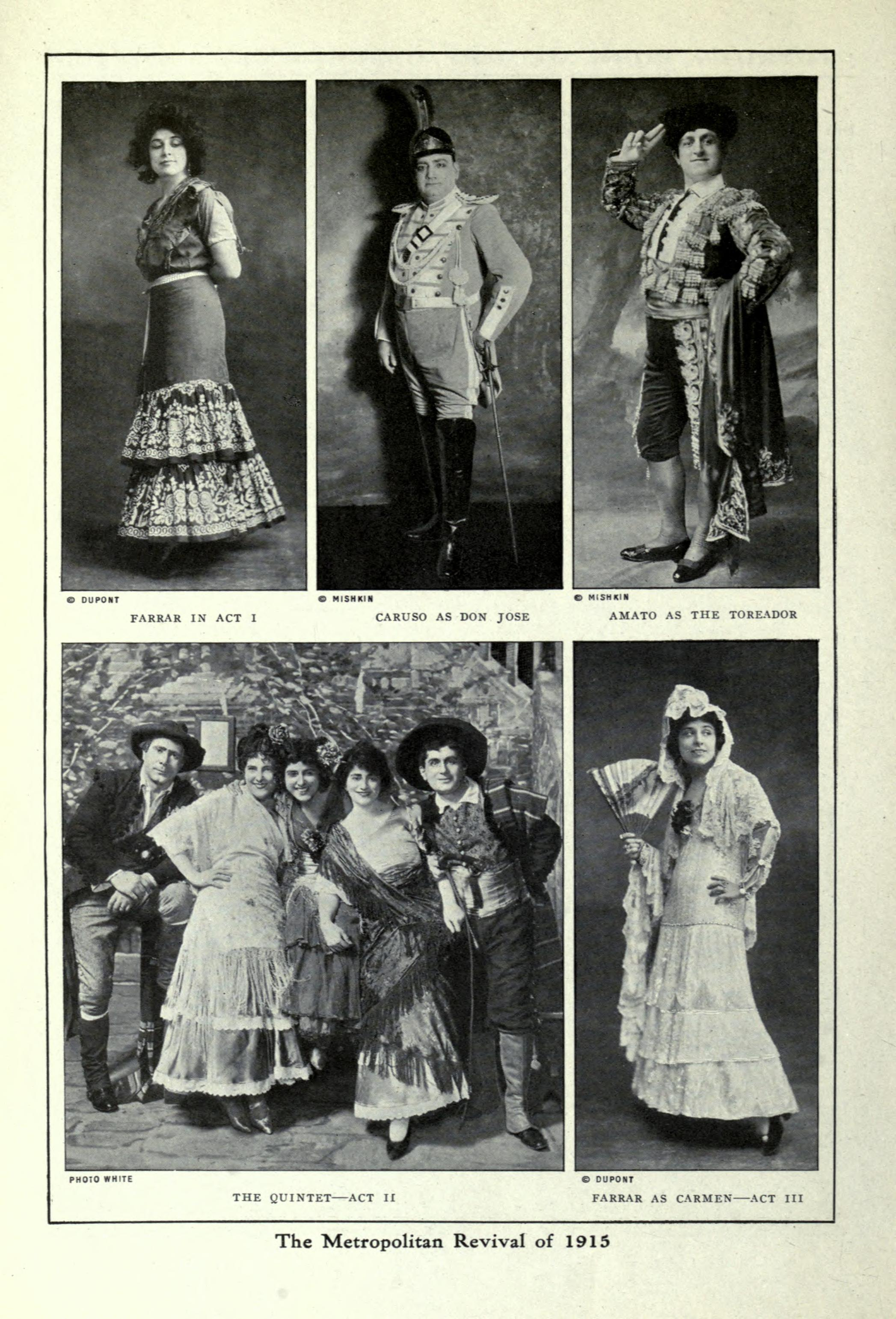
Carmen v Metropolitní opeře v New Yorku v roce 1915. Reklamní fotografie se třemi hlavními hvězdami: Geraldine Farrar, Enrico Caruso a Pasquale Amato

Dne 9. ledna 1884 byla Carmen poprvé uvedena v Metropolitní opeře v New Yorku se smíšeným kritickým přijetím. Deník New York Times uvítal Bizetovu „hezkou a efektivní práci“, ale výkon Zelie Trebelli v titulní roli považoval za horší než u Minnie Haukové. Carmen byla přesto rychle začleněna do pravidelného repertoáru Metropolitní opery. V únoru 1906 Enrico Caruso poprvé zpíval roli Dona Josého v Metropolitní opeře; v této úloze vystupoval až do roku 1919, což bylo jen dva roky před jeho smrtí. Na turné s Metropolitní operou 17. dubna 1906 zpíval roli v Grand Opera House v San Franciscu. Poté zůstal vzhůru až do tří hodin ráno a pročítal recenze v časných vydáních novin pro nastávající den. O dvě hodiny později ho probudily první silné otřesy zemětřesení v San Franciscu, po nichž spolu s ostatními herci a zpěváky spěšně unikl z hotelu Palace.
Carmen si udržovala popularitu i u následujících generací amerických operních návštěvníků; k počátku roku 2011 se v samotné Metropolitní opeře odehrála téměř tisíckrát. Podobný úspěch měla i v dalších amerických městech a ve všech částech světa a v mnoha jazycích. Carmenina Habanera z prvního jednání a toreadorova píseň „Votre toast“ z 2. jednání patří mezi nejpopulárnější a nejznámější ze všech operních árií, ta druhá je dle Newmana „úžasný kus chvastounství“, „proti kterému se hlasy a obočí puristů dlouho marně zvedají“.

### Různé verze provedení opery
Většina inscenací mimo Francii následovala vzor vytvořený ve Vídni a zahrnovala bohaté baletní mezihry a další podívanou, praxi, kterou opustil Mahler, když dílo znovu uvedl ve Vídni roku 1900. Ještě v roce 1919 si zestárlý Bizetův současník Camille Saint-Saëns stěžoval na „podivný nápad“ s přidáním baletu, který považoval za „šeredný kaz na tomto mistrovském díle“, a divil se, proč to dosud žijící Bizetova vdova dovolila.
V Opéra-Comique po svém oživení v roce 1883 byla Carmen vždy uváděna v mluvené verzi s minimálními hudebními ozdobami. Do roku 1888, 50. výročí Bizetova narození, tam byla opera provedena 330 krát; do roku 1938, jeho stého výročí, celkový počet představení Carmen v tomto v divadle dosáhl 2271. Nicméně mimo Francii zůstala praxe užívání recitativů po mnoho let normou; inscenace londýnské Carl Rosa Opera Company z rocku 1947 a inscenace Waltera Felsensteina roku 1949 v Komische Oper Berlin jsou mezi prvními známými příklady, kdy byla dialogová verze použita jinde než ve Francii. Žádná z těchto inovací však příliš nenarušila běžnou praxi; podobný pokus byl proveden v Covent Garden v roce 1953, byl ale spěšně stažen a první americkou produkci s mluvenými dialogy v Coloradu roku 1953 stihl podobný osud.
Dean komentoval toto pokřivení dramatické složky, způsobené potlačením dialogů; výsledný efekt je podle něj to, že děj se pohybuje vpřed „v sérii trhaných skoků namísto hladkého přechodu“, a že většina vedlejších postav je značně upozaděna. Teprve koncem 20. století zdomácněly dialogové verze v operních domech mimo Francii, ale stále neexistuje žádné všeobecně uznávaná celková partitura. Vydání německého muzikologa Fritze Oesera z roku 1964 se pokusilo vyplnit tuto mezeru, avšak podle Deana neuspokojivě. Oeser znovu navrátil materiál odstraněný Bizetem během prvních zkoušek a ignoroval mnoho z pozdních změn a zlepšení, které skladatel udělal bezprostředně před prvním provedením; podle Susan McClaryové tak „bezděčně konzervuje raný náčrt opery jako definitivu“. Na počátku 21. století Robert Didion a Richard Langham-Smith připravili nové edice, vydané Schottem, respektive Petersem. Každý se výrazně odchyluje od Bizetovy vokální partitury z března 1875, publikované během jeho života poté, co Bizet osobně opravil korekturní výtisk; Dean se domnívá, že tato vokální partitura by měla být základem jakékoli standardní edice. Lesley Wrightová, současná bizetovská badatelka, poznamenává, že na rozdíl od jeho krajanů Rameaua a Debussyho Bizetovi nevyšlo kritické vydání jeho hlavních děl; pokud by se mělo objevit, říká: „lze očekávat, že nějaký další badatel se pokusí upřesnit detaily této živé partitury, která fascinuje veřejnost i umělce po více než sto let.“ Nicméně obliba Carmen přetrvává; podle Macdonalda: „Nezapomenutelnost Bizetových melodií bude udržovat hudbu Carmen živou na věčné časy“ a její status populární klasiky nemá obdobu se žádnou jinou francouzskou operou.

### Další provedeníCarmenv českých zemích
Carmen zůstala od své pražské premiéry v roce 1880 v českých zemích prakticky nepřetržitě na repertoáru divadel. Např. v devadesátých letech 19. století se v Praze dávala celkem 54krát, šlo o nejčastěji uváděnou francouzskou operu. Opera se uváděla v českém znění, v překladech Elišky Krásnohorské a operního zpěváka a překladatele Rudolfa Vonáska.
V roce 1890 hostovala v této roli ruská sopranistka Marie Muromceva-Klimentová. Kritik Karel František Hejda „ji řadil k nejlepším interpretkám této role v Národním divadle, ale v jejím výkonu postrádal psychologickou věrnost“, noviny Národní listy však zhodnotily „její ztvárnění jako dokonalé, jak po pěvecké, tak po herecké stránce“.
V Národním divadle v Praze byla Carmen uvedena ve 12 inscenacích (premiéry 1884, 1891, 1900, 1926, 1936, 1947, 1948, 1954, 1966, 1977, 1999 a 2022). V roli Carmen se postupně vystřídalo celkem 131 sólistek. V lednu 1908, dvakrát v roce 1908 a šestkrát v roce 1918 jako Carmen vystoupila Ema Destinnová. V letech 1999-2002 zpívala tuto roli celkem devatenáctkrát Dagmar Pecková a dostala za ni pro rok 1999 Cenu Thálie v kategorii ženský operní výkon. Po založení Československa vzniklo nové české operní divadlo v Ostravě. Carmen uvedlo na úvod své třetí sezóny (premiéra 27. září 1921, dirigoval Emanuel Bastl) a pak ji nově nastudovalo roku 1931. Další inscenace měly premiéry v letech 1938, 1950, 1955, 1966, 1978, 1989, 1995, 2010 a 2022. V brněnském Národním divadle byla Carmen poprvé uvedena v prosinci 1907 v tehdejším Divadle na Veveří pod řízením Bedřicha Holečka. Následovalo dalších 14 inscenací, nejnovější z roku 2016.
Carmen je i v současnosti v České republice velmi populární: podle databáze Operabase jí patří, co se týče početnosti uvádění, třetí místo s 447 představeními v celkem 59 produkcích mezi lety 2004 a 2018. Nejuváděnější v tomto období byla Verdiho La traviata a na druhém místě Dvořákova Rusalka.

## Hudba

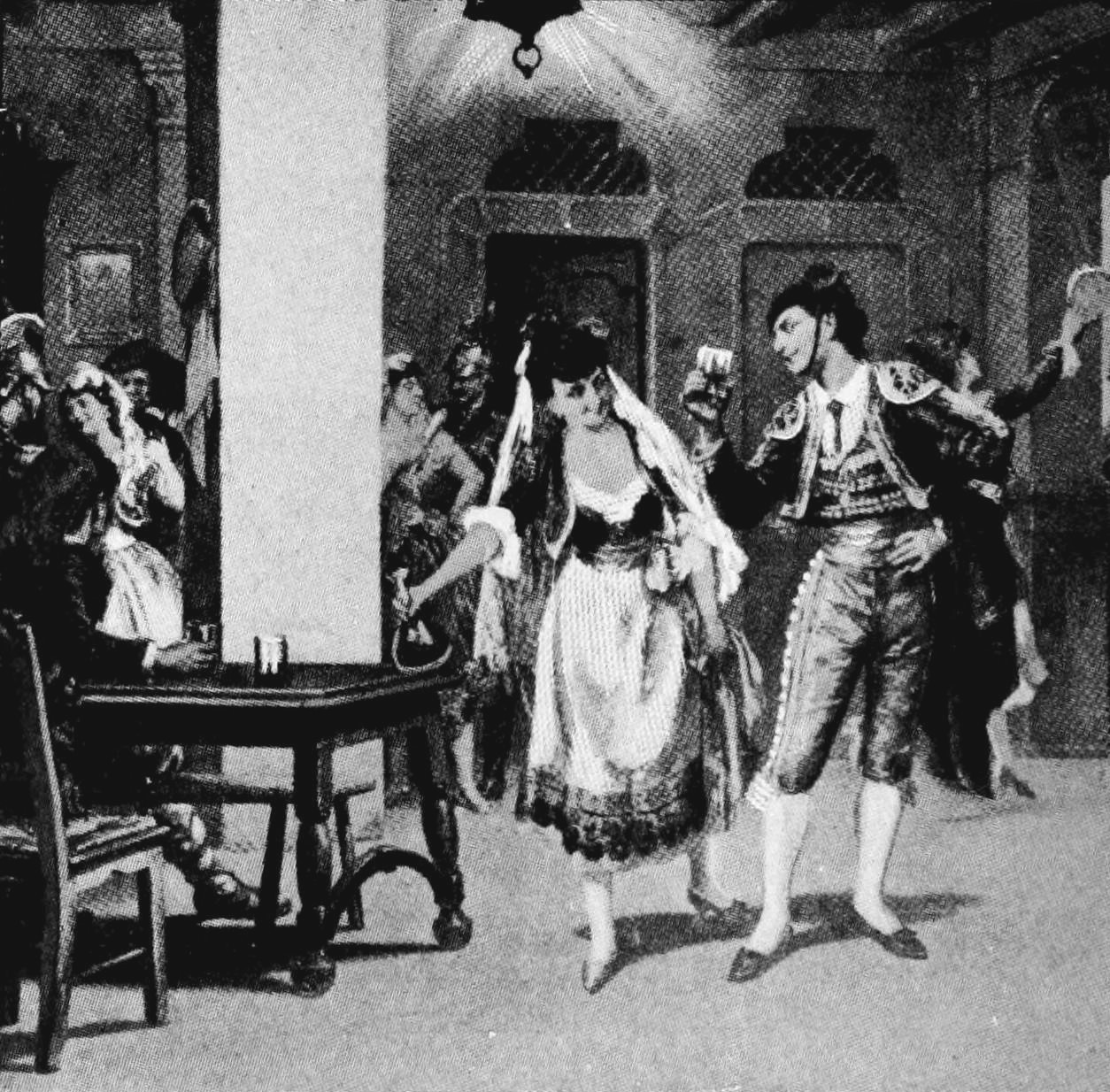
Carmen a Escamillo, 2. jednání

Francouzský muzikolog Hervé Lacombe ve svém pojednání o francouzské opeře 19. století tvrdí, že Carmen je jedna z mála prací z tohoto velkého repertoáru, která obstála ve zkoušce času. Zatímco Lacombe operu pevně řadí do dlouhé tradice komické opery, podle Macdonalda toto dílo přesahuje žánr a že jeho nesmrtelnost je zajištěna „kombinací hojnosti působivých melodií, obratné harmonie a dokonale vyvážené orchestrace“. Dean spatřuje Bizetův hlavní úspěch v tom, jak dokázal vyjádřit zásadní dějové události samotnou hudbou spíše než dialogy. Jak poznamenává: „Jen málo umělců tak živě vyjádřilo muka způsobená sexuálními vášněmi a žárlivostí“. Dean zařazuje Bizetův realismus do jiné kategorie než verismus Pucciniho a dalších; ve schopnosti zapojit diváky do emocí a do utrpení svých postav srovnává skladatele s Mozartem a Verdim.
Bizet, který nikdy navštívil Španělsko, hledal vhodný etnický materiál, který by jeho hudbě poskytl autentickou španělskou chuť. Carmenina habanera je založena na skladbě „El Arreglito“, kterou napsal španělský skladatel Sebastián Yradier (1809–65). Bizet ji považoval za skutečnou lidovou melodii; když se dozvěděl o jejím moderním původu, připsal ji Yradierovi poznámkou k hlasové partituře. Bizet použil skutečnou lidovou píseň jako zdroj Carmenina vzdoru „Coupe-moi, brûle-moi“, zatímco jiné části partitury, obzvláště „Seguidilla“, využívají rytmy a instrumentaci spojenou s hudbou flamenca. Nicméně Dean trvá na tom, že „to je francouzská, a ne španělská opera“; „cizí tělesa“, které nepochybně přispívají k jedinečné atmosféře opery, tvoří jen malou část celé hudby.
Předehra k prvnímu jednání spojuje tři opakující se témata: vstup toreadorů ze 4. jednání, refrén Toreadorovy písně z 2. jednání a motiv, který ve dvou mírně odlišných formách představuje samu Carmen a osud, který ztělesňuje. Tento motiv, hraný klarinetem, fagotem, kornetem a violoncellem přes tremolo smyčců uzavírá předehru náhlým crescendem. Po zvednutí opony je divák uveden do jasné a slunečné atmosféry, prostupující úvodní scény. Žertovná obřadnost střídání stráže a koketování mezi městským lidem a dívkami z továrny předchází změně nálady, když krátký úryvek osudového motivu oznamuje Carmenin příchod. Po provokativní habaneře s úporným rafinovaným rytmem a změnami tónin plně zazní osudový motiv v okamžiku, kdy Carmen před svým odchodem vrhá květinu na Josého. Na tento čin José odpovídá vášnivým sólem v tonině A-dur, které podle Deana tvoří zlom v hudební charakteristice postavy. Když se znovu objeví Micaela a připojí se k Josému v duetu s teplým klarinetem a doprovodem smyčců, vrátí se nakrátko jemnější tóny. Klid je přerušen hlučnou ženskou hádkou, Carmeniným dramatickým návratem a vzdorovitou komunikací se Zunigou. Její okouzlující „Seguidilla“ vyprovokuje Josého k rozčilenému ostrému výkřiku ve vysokém Ais. Následnému Carmeninu útěku předchází krátké, ale znepokojivé opakování fragmentu z habanery. Bizet několikrát toto finále přepracoval, aby zvýšil jeho dramatický účinek.
Druhé jednání začíná krátkou předehrou, založenou na melodii, kterou José zpívá v zákulisí před dalším nástupem. Sváteční scéna v hostinci předchází Escamillově bouřlivému příchodu, ve kterém je sborový zpěv davu doprovázen hudebním doprovodem s dominujícími žesti a perkusy. Následující kvintet Newman shledává „naplněný nevídaným elánem a hudebním důvtipem“. Josého vstup zahajuje dlouhou scénu vzájemného namlouvání; Carmen zpívá, tančí a hraje si s kastaněty; vzdálené troubení kornetu z kasáren, volající Josého do služby, se mísí s Carmeninou melodií, až je sotva rozpoznatelné. Tlumený odkaz na osudový motiv na anglickém rohu předchází Josého „květinové árii“, plynoucí kontinuální melodii, která končí pianissimem v táhlé vysoké notě bé (hes). Josého odhodlání vrátit se do služby navzdory Carmeninu vábení vede k hádce; příchod Zunigy, následný souboj a Joséův neodvratný přechod do kriminálního života hudebně vrcholí triumfálním hymnem na svobodu, který uzavírá jednání.
Předehra 3. jednání byla původně určena pro partituru scénické hudby k Bizetově Arlésance (L'Arlésienne). Newman ji popisuje jako „nádhernou miniaturu s velkým dialogem a propojením mezi dřevěnými nástroji“. S postupem jednání , je v hudbě cítit zřejmé napětí mezi Carmen a José. V karetní scéně se živé duety Frasquity a Mercédes po příchodu Carmen stávají zlověstnými; osudový motiv podtrhuje její předtuchu smrti. Vstupní árie Micaely hledající Josého je formou tradiční kus, ačkoli hlubokého cítění. Předchází mu a uzavírá ho volání lesních rohů. Střední část jednání zaujímá Escamillo a José, nyní již zjevní sokové v soupeření o Carmeninu přízeň. Hudba odráží jejich kontrastní postoje: Escamillo zůstává, jak říká Newman: „neporazitelně zdvořilý a ironický“, zatímco José je zasmušilý a agresivní. Když Micaela prosí Josého, aby s ní šel k matce, tvrdost Carmeniny hudby odhaluje její nesympatickou stránku. Když José odchází a slibuje, že se vrátí, osudové téma je krátce slyšet v dřevěných deších. Sebejistý zákulisní zvuk odjíždějícího Escamilla zpívajícího toreadorův refrén, tvoří výrazný kontrast k zuřivému zoufalství Josého.
Závěrečnému jednání předchází živá orchestrální skladba odvozená z krátké operety Manuela García El Criado Fingido. Po zahajovací davové scéně je pochod toreadorů veden dětským sborem; dav přivítá Escamilla před jeho krátkou milostnou scénou s Carmen.
Dlouhé finále, ve kterém José naposledy zoufale žádá Carmen a je rozhodně odmítnut, je v kritických okamžicích přerušováno nadšenými zákulisními výkřiky z býčí arény. Zatímco José zabíjí Carmen, mimojevištní sbor zpívá refrén Toreadorovy písně; osudový motiv, který byl sugestivně přítomen v různých místech během jednání, zní fortissimo spolu s krátkým odkazem na Carmeninu karetní scénu. Josého poslední slova lásky a zoufalství jsou následována závěrečným dlouhým akordem, při němž opona padá bez dalšího hudebního nebo vokálního komentáře.

## Hudební čísla
Číslování pocházejí z vokální partitury (anglická verze), kterou vytiskl G. Schirmer v New York v roce 1958 z Guiraudova uspořádání z roku 1875.
| 1. jednání 1. Prélude (orchestr) 2. Sur la place chacun passe (sbor vojáků, Morales, Micaela) 3. Avec la garde montante (sbor uličníků, Zuniga) 4. La cloche a sonné (sbor lidu, vojáků, dívek z cigaretové továrny) 5. Habanera : L'amour est un oiseau rebelle (Carmen, sbor jako výše) 6. Carmen! Sur tes pas nous nous pressons! (sbor občanů a dívek z továrny) 7. Parle-moi de ma mère (José, Micaela) 8. Que se passe-t-il donc là-bas? Au secours! Au secours! (sbor dívek z cigaretové továrny, vojáci, Zuniga) 9. Tra-la-la… Coupe-moi, brûle-moi (Carmen, Zuniga, dívky z továrny, José) 10. Seguidilla : Près des remparts de Séville (Carmen, José) 11. Finále: Voici l'ordre; partez (Zuniga, Carmen) Entr'acte (orchestr) | 2. jednání 1. Les tringles des sistres tintaient (Carmen, Mercédes, Frasquita) 2. Vivat! Vivat le toréro! (sbor Escamillových průvodců, Zuniga, Mercédes, Frasquita, Morales, Lillas Pastia) 3. Toreadorova píseň: Votre toast, je peux vous le rendre (Escamillo, Frasquita, Mercédes, Carmen, Morales, Zuniga, Lillas Pastia, sbor) 4. Kvintet: Nous avons en tête une affaire! (Le Dancaire, le Remendado, Carmen, Frasquita, Mercédes) 5. Halte-là! Qui va là? (José, Carmen, Mercédes, Frasquita, le Dancaire, le Remendado) 6. Je vais danser en votre honneur… La fleur que tu m'avais jetée… Non! Tu ne m'aimes pas! (Carmen, José) 7. Finále: Holà! Carmen! Holà! (Zuniga, José, Carmen, le Dancaire, le Remendado, Mercédes, Frasquita, sbor) Entr'acte (orchestr) | 3. jednání 1. Écoute, compagnon, écoute (sbor podloudníků, Mercédes, Frasquita, Carmen, José, le Dancaire, le Remendado) 2. Mêlons! – Coupons! (Frasquita, Mercédes, Carmen) 3. Quant au douanier, c'est notre affaire (Frasquita, Mercédes, Carmen, le Dancaire, le Remendado, sbor) 4. C'est des contrabandiers le refuge ordinaire (Micaela) 5. Je suis Escamillo, toréro de Grenade! (Escamillo, José) 6. Finale: Holà, holà, José! (Carmen, Escamillo, Micaela, Frasquita, Mercédes, le Dancaire, José, le Remendado, sbor) Entr'acte (orchestr) 4. jednání 1. À deux cuartos! (sbor lidu, Zuniga, Morales, Frasquita, Mercédes) 2. Les voici, voici la quadrille… Si tu m'aimes, Carmen (sbor lidu, dětí, Escamillo, Carmen, Frasquita, Mercédes) 3. Finále: C'est toi! – C'est moi! (Carmen, José, sbor) |

## Nahrávky
Carmen byla mnohokrát nahrána, počínaje raným záznamem na voskové válce, úryvky z devadesátých letech 19. století, téměř úplným záznamem v němčině z roku 1908 s Emou Destinnovou v titulní roli a kompletní nahrávkou Opéra-Comique z roku 1911 ve francouzštině. Od té doby řada předních operních domů a umělců vytvořila své vlastní nahrávky díla, a to jak ve studiových verzích, tak i živých představení. V průběhu let byla řada verzí oceněna a znovu vydána. Od poloviny 90. let jsou k dispozici četné videozáznamy. Mezi ně patří Glyndebournská produkce skotského režiséra Davida McVicara z roku 2002 a produkce Královské opery v letech 2007 a 2010, obě pod vedením americké divadelní režisérky Francescy Zambello.

## Carmen jako inspirace jiných děl
Po Bizetově smrti jeho přítel Ernest Guiraud upravil klíčová hudební témata z Carmen do dvou dosud často uváděných symfonických suit.
V roce 1883 napsal španělský houslista a skladatel Pablo de Sarasate Fantasía sobre Carmen (Fantazii Carmen) pro housle, popisovanou jako „důmyslnou a technicky obtížnou“. Klavírní Sonatina č. 6 (Fantasia da kamera super Carmen) italského skladatele Ferruccio Busoniho z roku 1920 je založena na tématech Carmen. V roce 1967 ruský skladatel Rodion Ščedrin adaptoval části hudby Carmen do baletu Carmen (Кармен-сюита), psaném specificky pro jeho manželkou Maju Pliseckou, primabalerinu Velkého divadla v Moskvě.
Postava „Carmen“ je od počátku kinematografie pravidelným námětem filmů. Vznikaly v různých jazycích a kulturních oblastech, natáčeli je přední režiséři včetně amerického režiséra Raoula Walshe (1915), Cecila B. DeMille (1915), Otty Premingera (1954) a Jean-Luc Godarda (1984). Premingerova Carmen Jones byla adaptací stejnojmenného broadwayského muzikálu z roku 1943. Příběh je přenesen do Chicaga 40. let 20. století a využívá čistě afroamerické obsazení. Film Georges Bizet: Carmen Francesco Rosiho z roku 1984 s americkou sopranistkou Julií Migenesovou a španělským tenorem Plácido Domingem je celkově věrný původnímu příběhu a Bizetově hudbě. Carmen na ledě (1990) v čele s krasobruslařskou Katarinou Wittovou, Brianem Boitanem a Brianem Orserem se inspirovala vítěznou jízdou Wittové ze Zimních olympijských her v roce 1988. Film Roberta Townsenda Carmen: A Hip Hopera z roku 2001, v němž hraje Beyoncé, je moderním pokusem vytvořit afroamerickou verzi.
Carmen také interpretoval v moderním baletu jihoafrický tanečník a choreograf Dada Masilo.
V českých zemích bylo pozadí divadelního operního představení Carmen použito ve filmu Bořivoje Zemana Fantom Morrisvillu.